# Empire colonial danois

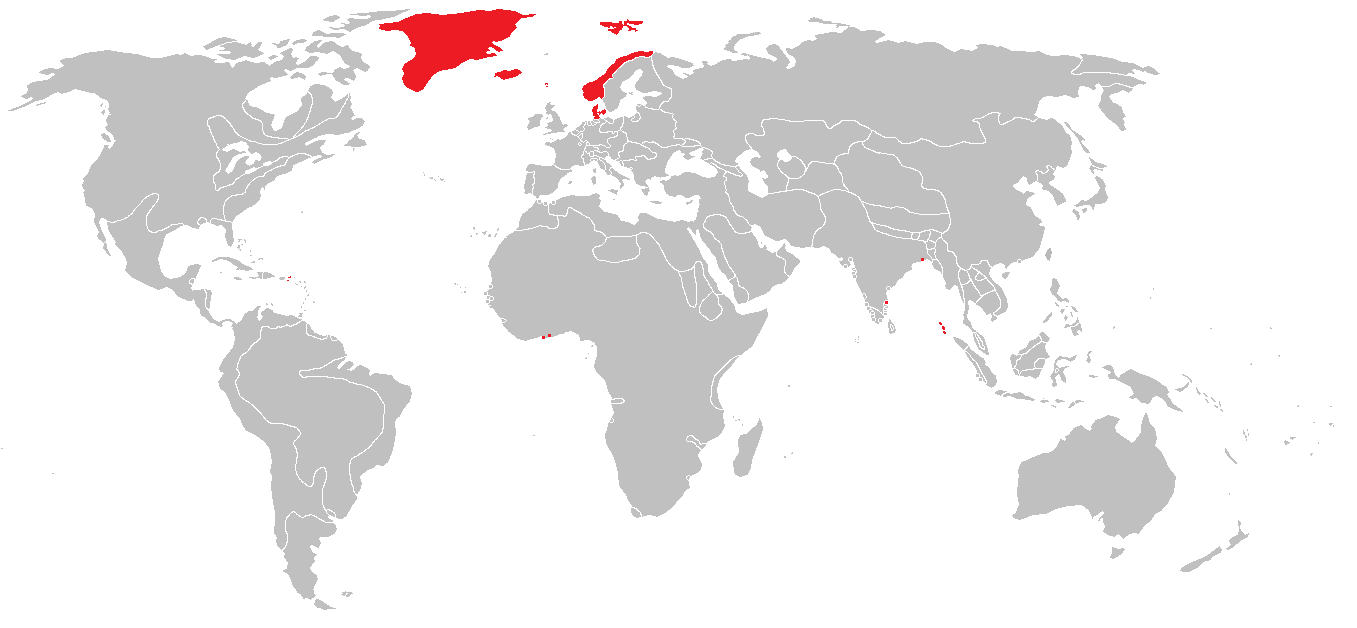
Apogée de l’Empire colonial danois en 1700.

De l'union personnelle avec la Norvège, le Danemark-Norvège possédait plusieurs vieilles terres norvégiennes : le Groenland, les îles Féroé, les Orcades, les Shetland et l'Islande. Au XVIIe siècle, le Danemark a commencé à développer des colonies, des forts et comptoirs en Afrique, aux Antilles et en Inde.

## Histoire
La première colonie danoise hors d’Europe fut établie dans le Sud de l’Inde, à Tranquebar. Plusieurs comptoirs en Inde furent entretenus du XVIIe au XIXe siècle. Tranquebar fut vendu aux Britanniques en 1845. En 1755 le Danemark a acquis le village de Serampore (Frederiksnagore), et, plus tard, les villes d’Achne et Pirapur. Ils sont situés à environ 25 kilomètres au nord de Calcutta. En 1829, une université danoise a été établie à Serampore ; elle existe toujours aujourd’hui. Ces villes ont aussi été vendues à la Grande-Bretagne en 1845. Enfin, les Britanniques rachètent les îles Nicobar en 1868.
En Afrique, le Danemark avait des comptoirs et des forts, particulièrement dans l’actuel Ghana (Osu, rebaptisé Christiansborg, Takoradi). Tous ces comptoirs et forts danois furent vendus aux Britanniques en 1850, pour devenir la Côte-de-l'Or, colonie britannique.
Les îles Vierges furent colonisées en 1672 par la Compagnie danoise des Indes occidentales et de Guinée. Les îles furent vendues en 1917 aux États-Unis pour 25 millions de dollars.

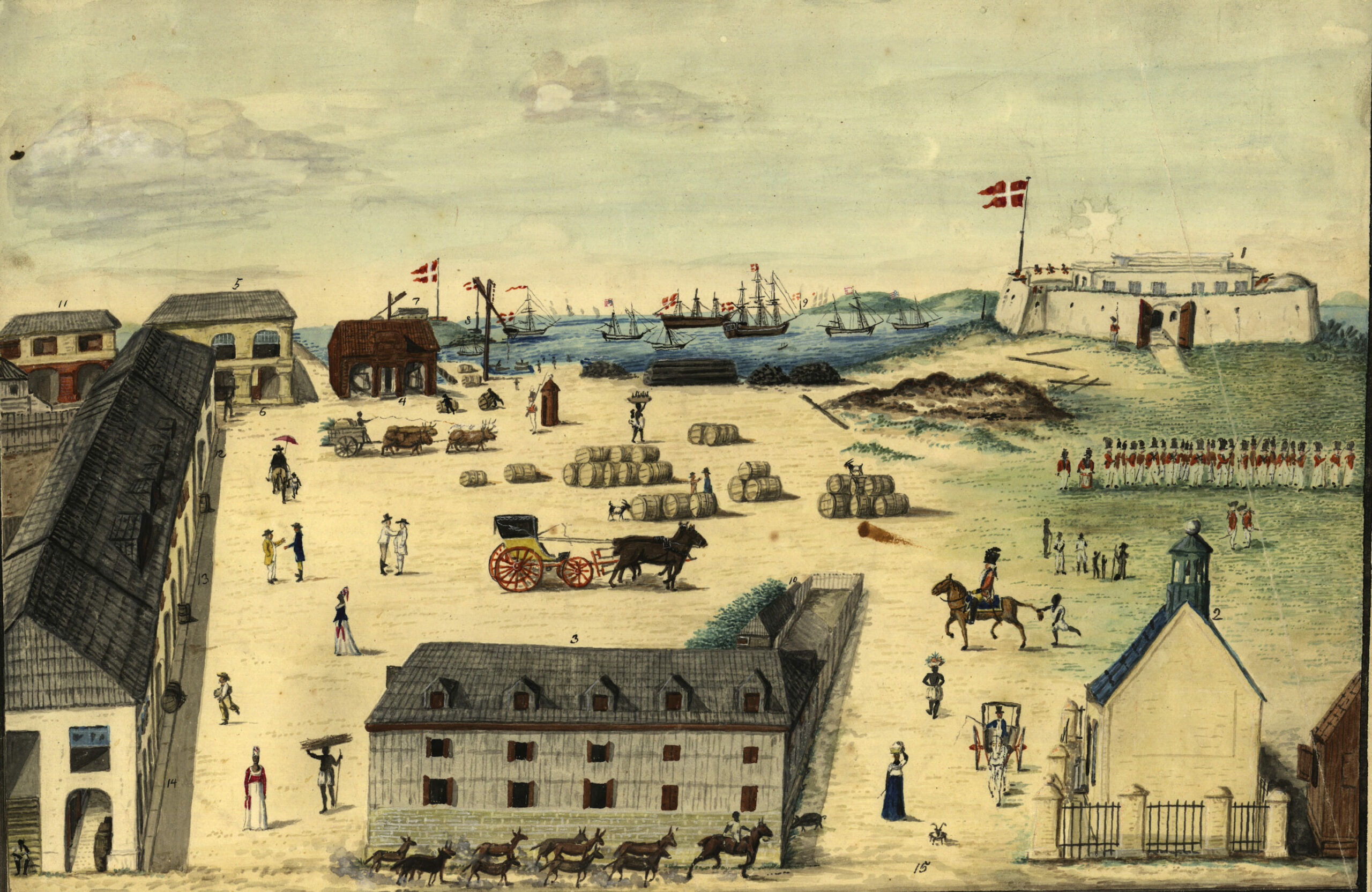
La place du port de Christiansted, dans la colonie danoise de Sainte-Croix (Îles Vierges), vers 1815.

### Seconde Guerre mondiale
Lors de la Seconde Guerre mondiale, alors que le Danemark était occupé par l'Allemagne, l'Islande fut occupée par les Alliés en 1940 et mit fin à son union avec le Danemark. Les îles Féroé furent également occupées durant cette période.
Les fonctionnaires danois du Groenland reprirent alors eux-mêmes son administration et l'ambassadeur danois aux États-Unis, Henrik Kauffmann, annonça le 10 avril 1940 qu'il ne recevrait désormais plus aucun ordre du Danemark. Après que des bateaux de guerre allemands aient surgi au large des côtes du Groenland, Kauffmann signa un traité avec les États-Unis le 9 avril 1941, qui leur donnait le droit d'établir des bases militaires au Groenland. Ce territoire servit avant tout de base pour les avions d'observation américains à la recherche de sous-marins allemands dans l'Atlantique, ainsi que de station de ravitaillement pour quelques missions maritimes. Les Allemands essayèrent à plusieurs reprises d'établir des stations météorologiques sur l'île, mais ces tentatives échouèrent.

### Après guerre
En 1953, le Groenland est un pays constitutif jouissant des mêmes droits que les citoyens métropolitains d'après la Constitution danoise. Mais le processus de « danisation » forcée entrepris dans les années 1950 et 1960 rend la réalité bien différente. Malgré cela, un pas important vers davantage d’autonomie est franchi en 1979. À la suite d’un référendum consultatif recueillant plus de 70% des suffrages, la loi d’autonomie interne (hjemmestyre en danois) est adoptée. Cela permet à la fois la création d’un parlement monocaméral ─ l’Inatsisartut, comprenant 31 sièges renouvelés tous les quatre ans ─ et d’un gouvernement ─ le Naalakkersuisut, dont les membres sont nommés par le Premier ministre. La loi de 1979 établit notamment un transfert de pouvoirs législatifs et exécutifs depuis la métropole vers le Groenland.

### De nos jours
Aujourd’hui, le seul vestige de cet empire est le Groenland, dont le statut colonial a pris fin en 1953 et est une région autonome de l'État danois depuis 1979. 
Les îles Féroé ont obtenu l'autonomie en 1948 au sein du Danemark. 
En 2020, le président américain Donald Trump propose d'acheter le Groenland pour en faire un territoire américain, en effectuant les mêmes transactions que celles de 1917, quand les Antilles danoises ont été achetées par les États-Unis. Cette proposition souleva un tollé, surtout pour les quelque 60 000 habitants autochtones du Groenland, qui rappelèrent que le Groenland est autonome du Danemark depuis 1979.